# Guatraché (departement)
Guatraché is een departement in de Argentijnse provincie La Pampa. Het departement (Spaans: departamento) heeft een oppervlakte van 3.525 km² en telt 9.306 inwoners.

## Plaatsen in departement Guatraché
- Alpachiri
- Colonia Santa María
- General Manuel Campos
- Guatraché
- Perú
- Santa Teresa